# سارا جیکوبز
سارا ژوزفین جاکوبز (زاده ۱ فوریه ۱۹۸۹) یک سیاستمدار آمریکایی است که به عنوان نماینده ایالات متحده برای حوزه انتخابیه پنجاه و یکم کالیفرنیا  خدمت می‌کند و قبلاً از سال ۲۰۲۱ تا ۲۰۲۳ نماینده حوزه ۵۳ کنگره بوده است. ناحیه او شامل بخش‌های مرکزی و شرقی سن دیگو و همچنین حومه‌های شرقی مانند ال کاجون، لا مسا، دره اسپرینگ و لیمون گرو است. او که عضو حزب دموکرات است، جوانترین عضو هیئت نمایندگی کنگره کالیفرنیا است. او نماینده رهبری مجلس نمایندگان است که او را به جوانترین عضو رهبری مجلس دموکرات تبدیل می‌کند.
جیکوبز در ۱ فوریه ۱۹۸۹ در دل مار، کالیفرنیا به دنیا آمد و در سن دیگو بزرگ شد. او نوه تاجر و بنیانگذار کوالکام ، ایروین ام جیکوبز، و دختر جری-آن و نیکوکار گری ای جیکوبز است. عموی او، پل ای. جیکوبز، مدیرعامل سابق و رئیس هیئت مدیره کوالکام بود. جیکوبز از دبیرستان توری پاینز و دانشگاه کلمبیا فارغ‌التحصیل شد و در سال ۲۰۱۱ مدرک لیسانس علوم سیاسی و در سال ۲۰۱۲ مدرک کارشناسی ارشد در روابط بین‌الملل گرفت.